# Dragoslav Šekularac
Dragoslav Šekularac (Xtip, Regne de Iugoslàvia -actualment Macedònia del Nord-, 30 de novembre de 1937 - Belgrad, 5 de gener de 2019) fou un entrenador i jugador de futbol serbi.

## Trajectòria
Fou un dels futbolistes més importants de la selecció Iugoslava dels anys 1950 i 1960. Va passar la major part de la seva vida futbolística a l'Estrella Roja de Belgrad, amb unes xifres molt brillants, 375 partits oficials (156 de lliga) i 119 gols (32 de lliga). La part final de la seva vida futbolística la passà voltant pel món, principalment a Alemanya (Karlsruher SC) i Colòmbia (Independiente Santa Fe, Millonarios). Amb la selecció iugoslava va guanyar una medalla d'argent als Jocs Olímpics de Melbourne 1956. També jugà els Mundials de 1958 i 1962.
Com a entrenador dirigí molts clubs arreu del món, a Colòmbia, Austràlia, Sèrbia, Mèxic, o Espanya. Destacà entre 1984 i 1985, amb la selecció de futbol de Guatemala.